# Erinije
Erinije (gr. Ερινύες; erinyes v pomenu grmeče) so v grški mitologiji tri boginje maščevanja, ki imajo kače namesto las, ter strupene krvave solze.
Boginje maščevanja, spadajo med božanstva podzemlja. Bile so služabnice Hada in Perzefone. Njihova naloga je bila kaznovati zločince in vse, ki so motili javni red. Pravičnim se jih ni bilo treba bati, vendar so bile kljub temu med bogovi in ljudmi nepriljubljene.
Njihove rimske sorodnice so bile furije.